# Büttenhardt
Büttenhardt (toponimo tedesco) è un comune svizzero di 346 abitanti del Canton Sciaffusa.
Fa parte del comune l'insediamento di Verenahof, fino al 4 ottobre 1967 exclave tedesca in territorio svizzero, parte dell'allora comune di Wiechs am Randen (successivamente inglobato in Tengen), e passato alla Svizzera in seguito al trattato di Büsingen firmato nel 1964.